# Andrena angusticrus
Andrena angusticrus är en biart som beskrevs av Laberge 1971. Andrena angusticrus ingår i släktet sandbin, och familjen grävbin. Inga underarter finns listade i Catalogue of Life.